# Correll
Correll – miasto w Stanach Zjednoczonych, w stanie Minnesota, w hrabstwie Big Stone.